# Мишовський Микола Казимирович
о.Мишовський Микола Казимирович (нар. 22 травня 1979 року, м.Шаргород, Вінницька обл.,УРСР) - священник римо-католицької церкви, медійник, директор католицького суспільно-релігійного інтернет часопису Credo, викладач Вищої Духовної Семінарії Святого Духа в м.Городок, дописувач у Вікіпедії.

## Біографія
Народився у м. Шаргород, Вінницької області. У підлітковому віці був міністрантом, допомагав місцевому священнику.
У 1996 році закінчив середню школу, вирішив стати священником, вступив на навчання до Вищої Духовної Семінарії Святого Духа в м.Городку.
Після закінчення навчання ніс священицьке служіння. З 2003 року також почав писати статті на релігійні та духовні теми.
З 2004 по 2006 рік та з 2009 по 2010 рік був вікарієм у Домініканському Санктуарії в м.Летичів Вінницької обл.
У 2008 році після навчання на медійника у Люблінському католицькому університеті Івана Павла II, був призначений на посаду головного редактора друкованого видання під назвою "CREDO", яке виходило під патронатом Кам'янець-Подільської дієцезії РКЦ.
Реорганізував друковане видання в інтернет-часопис.
У 2013-2014 році був учасником Революції гідності, брав участь у молитовних чуваннях на Майдані.
У травні 2019 року о.Микола відправив першу після багаторічної перерви Службу Божу у старовинному костелі Непорочного Зачаття Пресвятої Діви Марії в Іванові.
До січня 2021 року був настоятелем парафії Святих апостолів Петра і Павла у м.Калинівка Вінницької області.
Є викладачем Вищої Духовної Семінарії Святого Духа (м.Городок, Хмельницька обл.), дисципліни "Засоби масової інформації; Пасторальна фонетика".
Ведучий програми "Вечірній чай" на YouTube каналі Credo.
Активний користувач соцмереж, має профілі у Фейсбуці, Твіттері, Інстаграмі, канал у Тік-Тоці. Медійна персона, дає інтерв'ю різноманітним виданням, медіа-ресурсам, в яких висвітлює позицію Церкви та свою особисту до подій в Україні та світі, різноманітних проблем та викликів сучасності, бере участь у заходах та акціях, проводить тренінги.

## CREDO
|                                                                                    | Потрібно щодня виборювати свою країну… |
| — https://risu.ua/mikola-mishovskiy-svyashchenik-yakiy-maye-onlayn-parafiyu_n97866 |                                        |

Після того, як у 2008 році редакцію часопису очолив о.Микола Мишовський, розпочався реберендинг видання. Було створене гасло «Думати – не боляче, вірити – не страшно», власний стиль та політика. У 2009 році у видання з'явився інтернет-сайт. З часом Credo перетворився на потужний католицький інтернет-ресурс.У 2019 році щоденна аудиторія інтернет-журналу складала 11 тис.осіб. Існують україно- та польськомовні версії сайту.
Крім того під цією ж назвою працює YouTube канал з більш ніж 62 тис. підписників на січень 2025 року. Створена професійна студія для запису відео.
Станом на 2025 рік працює онлайн-телебачення CREDO24, також діє сторінка та трансляції на Facebook, канали на Youtube, Telegram, профілі Кредо у Іnstagram та X.
На YouТube каналі Credo щоденно проводяться онлайн-молитви за участю слухачів за мир в Україні та в інших намірах.